# Зелёный театр (Одесса)
Зелёный театр — амфитеатр под открытым небом в Одессе. Был построен в 1936 году в Александровском парке (ныне — Центральный парк культуры и отдыха имени Т. Г. Шевченко). Архитекторы — Э. С. Баумштейн и А. С. Назарец. Восстановлен летом 2015 года, реконструирован в действующую летнюю площадку под открытым небом со сценой, лекторием, эко-пространством, зоной открытого коворкинга и отдыха горожан.

## История

### Хронология превращения пруда в театр под открытым небом
- История театра начинается в 1876 году с работ по устройству в Александровском парке (сегодня парк Шевченко) пруда в форме Чёрного и Азовского морей. Газета «Новороссийский телеграф» публикует новость:

В Александровском парке уже начаты работы по устройству пруда… Форма этого пруда будет изображать Черное и Азовское море с полуостровом Крым. Глубина пруда будет 1 1/2 аршин, площадь — 1500 квадратных сажен. Беседки, буфет и скамейки будут расположены в порядке расположения городов по берегам Черного и Азовского морей и будут называться именами этих городов. Мысль очень оригинальная и остроумная.«Новороссийский Телеграф» (1876, № 343)
Позже, как свидетельствует «Новороссийский телеграф», идея претерпела изменения:
Недавно мы сообщали, что пруд в Александровском парке будет иметь форму Черного и Азовского морей… Теперь оказывается, что заведующий устройством этого парка член Думы изменил свое предположение, и пруд этот будет самой заурядной формы.«Новороссийский Телеграф» (1876)
- 1936 год — спустя полвека было принято решение засыпать котлован и на его месте построить театр под открытым небом. 9 апреля 1936 года «Черноморская коммуна» пишет:

Интенсивно развернулась работа по устройству зеленого театра. Тут идет засыпка котлована. До 1 июня зеленый театр под открытым небом на 3,5 тысячи зрителей должен быть закончен«Черноморская коммуна» (9 апреля 1936 года)
18 мая того же года «Черноморская коммуна» уточняет:
Трибуны для 3,5 тысяч зрителей будут расположены амфитеатром. Строится большая „раковина“ для симфонического оркестра на 70 музыкантов. „Раковина“ сообщается с просцениумом, который одновременно вмещает 400 человек для показа массовых сцен. До 1 июня театр должен быть готов.«Черноморская коммуна» (18 мая 1936 года)
Как писал Валентин Катаев: «Хрупкий бюджет муниципалитета, подорванный темными махинациями городского головы, не выдержал дальнейших трат. „Черное море“ так и осталось на вечные времена необлицованным и сухим.». Юрий Олеша в своей книге «Стадион в Одессе» писал, что «в этой котловине, именуемой Чёрным морем, играли в футбол».
Литературный краевед Ростислав Александров писал: «Отсюда, с „Черного моря“, ушли в большой футбол В. Зинкевич, Т. Коваль, В. Котов, М. Малхасов, И. Тишкин… Здесь взошла звезда спортивного счастья Александра Злочевского, неповторимого „Сашки Злота“, кумира одесских болельщиков и героя множества легенд…».
- 1936 год — театр открылся для публики 14 июля 1936 года. Первый сезон был насыщенным: в дни открытия — гастроли Ленинградского театра Красной Армии, 17 июня здесь выступили мастера Ленинградской оперетты во главе с Н. Д. Ксендзовским. 18 июля на сцене театра давали две одноактные оперетты — «Четыре ошибки» и «Свадьба в Севилье»[10].

### Артисты, которые выступали на сцене Зелёного театра
В Зелёном театре выступали Аркадий Райкин, Тарапунька и Штепсель, Эдита Пьеха, Анна Герман, Михаил Водяной, Олег Анофриев, Муслим Магомаев, София Ротару, а также Алла Пугачева. На сцене Зелёного театра выступали симфонические оркестры, а также корифеи советского джаза Леонид Утесов, Олег Лундстрем, Анатолий Кролл и Эдди Рознер. Среди именитых артистов, которые выступали на сцене Зелёного театра, был также вокально-инструментальный ансамбль Грузии «Орэра», в составе которого пели Вахтанг Кикабидзе и Нани Брегвадзе. В 1962 году на сцене Зелёного театра дал два концерта Бенни Гудмен.
В Зелёном театре проходил фестиваль «Белая акация», а одними из последних концертов на его сцене стали выступления Чиж & Co, ЧайФ, Ария, Ва-Банкъ , Король и Шут, СерьГа в рамках рок-фестиваля «Пикейные жилеты», посвященного памяти одесского музыканта, лидера группы «Бастион» Игоря Ганькевича.

### Восстановление театра
После освобождения Одессы театр был в полуразрушенном состоянии. Однако в 1946, одесситы, готовясь к встрече с легендарной Клавдией Шульженко на сцене Зелёного театра, вышли на его восстановление.
К концу XX столетия театр пришел в полностью разрушенное состояние.
В 2015 году усилиями волонтеров Зелёный театр, заброшенный в то время, был восстановлен. Субботники организовали активисты Impact Hub Odessa..
Первый сезон восстановленного Зелёного театра ознаменовали лекция Андрея Макаревича, поэтические и литературные вечера Дмитрия Быкова, Сергея Жадана, Леся Подервянского и Ады Роговцевой. Среди музыкантов в 2016 году здесь выступали Benjamin Clementine, Dakh Daughters, Pur:Pur, Один в каное, Иван Дорн.
На территории Зелёного театра полностью реконструирована сцена, открыт лекторий, оборудованы площадки для детских игр, проводятся открытые мастер-классы по экологии и творчеству. На одном из склонов восстановленного театра волонтеры создали эко-ферму, где обучают детей и подростков выращивать экологически чистые овощи.